# Judo aux Jeux olympiques d'été de 1996
Navigation
Barcelone 1992 Sydney 2000
Les compétitions de judo des Jeux olympiques d'été de 1996 se déroulent du 20 au 26 août au Georgia World Congress Center d'Atlanta. 14 épreuves y sont organisées : 7 masculines et 7 féminines. 392 athlètes prennent part aux épreuves. 56 médailles olympiques dont 14 d'or sont décernées au long des 7 jours de la compétition.

## Médailles
- Pays organisateur (États-Unis)

| Rang | Nation        | Or | Argent | Bronze | Total |
| ---- | ------------- | -- | ------ | ------ | ----- |
| 1    | Japon         | 3  | 4      | 1      | 8     |
| 2    | France        | 3  | 0      | 3      | 6     |
| 3    | Corée du Sud  | 2  | 4      | 2      | 8     |
| 4    | Cuba          | 1  | 1      | 4      | 6     |
| 5    | Belgique      | 1  | 1      | 2      | 4     |
| 6    | Pologne       | 1  | 1      | 0      | 2     |
| 7    | Allemagne     | 1  | 0      | 4      | 5     |
| 8    | Chine         | 1  | 0      | 1      | 2     |
| 9    | Corée du Nord | 1  | 0      | 0      | 1     |
| 10   | Espagne       | 0  | 1      | 2      | 3     |
| 11   | Italie        | 0  | 1      | 1      | 2     |
| 12   | Ouzbékistan   | 0  | 1      | 0      | 1     |
| 13   | Pays-Bas      | 0  | 0      | 3      | 3     |
| 14   | Brésil        | 0  | 0      | 2      | 2     |
| 15   | Géorgie       | 0  | 0      | 1      | 1     |
| 15   | Mongolie      | 0  | 0      | 1      | 1     |
| 15   | États-Unis    | 0  | 0      | 1      | 1     |

## Homme

### - 60 kg
| Or:     | Tadahiro Nomura, Japon           |
| Argent: | Girolamo Giovinazzo, Italie      |
| Bronze: | Richard Trautmann, Allemagne     |
| Bronze: | Dorjpalamyn Narmandakh, Mongolie |

### 60 – 66 kg
| Or:     | Udo Quellmalz, Allemagne  |
| Argent: | Yukimasa Nakamura, Japon  |
| Bronze: | Israel Hernández, Cuba    |
| Bronze: | Henrique Guimares, Brésil |

### 66 – 73 kg
| Or:     | Kenzo Nakamura, Japon       |
| Argent: | Kwak Dae-sung, Corée du Sud |
| Bronze: | Christophe Gagliano, France |
| Bronze: | Jimmy Pedro, États-Unis     |

### 73 – 81 kg
| Or :     | Djamel Bouras              |
| Argent : | Toshihiko Koga, Japon      |
| Bronze : | Soso Liparteliani, Géorgie |
| Bronze : | Cho In-Chul, Corée du Sud  |

### 81 – 90 kg
| Or :     | Jeon Ki-Young, Corée du Sud   |
| Argent : | Armen Bagdasarov, Ouzbékistan |
| Bronze : | Marko Spittka, Allemagne      |
| Bronze : | Mark Huizinga, Pays-Bas       |

### 90 – 100 kg
| Or :     | Pawel Nastula, Pologne    |
| Argent:  | Kim Min-soo, Corée du Sud |
| Bronze : | Stéphane Traineau, France |
| Bronze : | Aurélio Miguel, Brésil    |

### plus de 100 kg
| Or :     | David Douillet, France        |
| Argent : | Ernesto Perez Lobo, Espagne   |
| Bronze : | Frank Möller, Allemagne       |
| Bronze : | Harry van Barneveld, Belgique |

## Femme

### - 48 kg
| Or :                      | Argent :           | Bronze :                                  |
| Kye Sun-Hui Corée du Nord | Ryoko Tamura Japon | Yolanda Soler Espagne Amarilis Savon Cuba |

### 48 - 52 kg
| Or :                        | Argent :                   | Bronze :                                  |
| Marie-Claire Restoux France | Hyun Sook-hee Corée du Sud | Noriko Sugawara Japon Legna Verdecia Cuba |

### 52 - 56 kg
| Or :                  | Argent :                   | Bronze :                                          |
| Driulis Gonzalez Cuba | Jung Sun-yong Corée du Sud | Isabel Fernández Espagne Marisabel Lomba Belgique |

### 56 - 61 kg
| Or :             | Argent :                   | Bronze :                                       |
| Yuko Emoto Japon | Gella Vandecaveye Belgique | Jenny Gal Pays-Bas Jung Sung-sook Corée du Sud |

### 61 - 66 kg
| Or :                     | Argent :                  | Bronze :                                  |
| Cho Min-Sun Corée du Sud | Aneta Szczepańska Pologne | Wang Xianbo Chine Claudia Zwiers Pays-Bas |

### 66 - 72 kg
| Or :                    | Argent :          | Bronze :                                |
| Ulla Werbrouck Belgique | Yoko Tanabe Japon | Ylenia Scapin Italie Diadenis Luna Cuba |

### plus de 72 kg
| Or:              | Argent:               | Bronze:                                       |
| Sun Fuming Chine | Estela Rodríguez Cuba | Johanna Hagn Allemagne Christine Cicot France |